# Johann Joseph Reiff

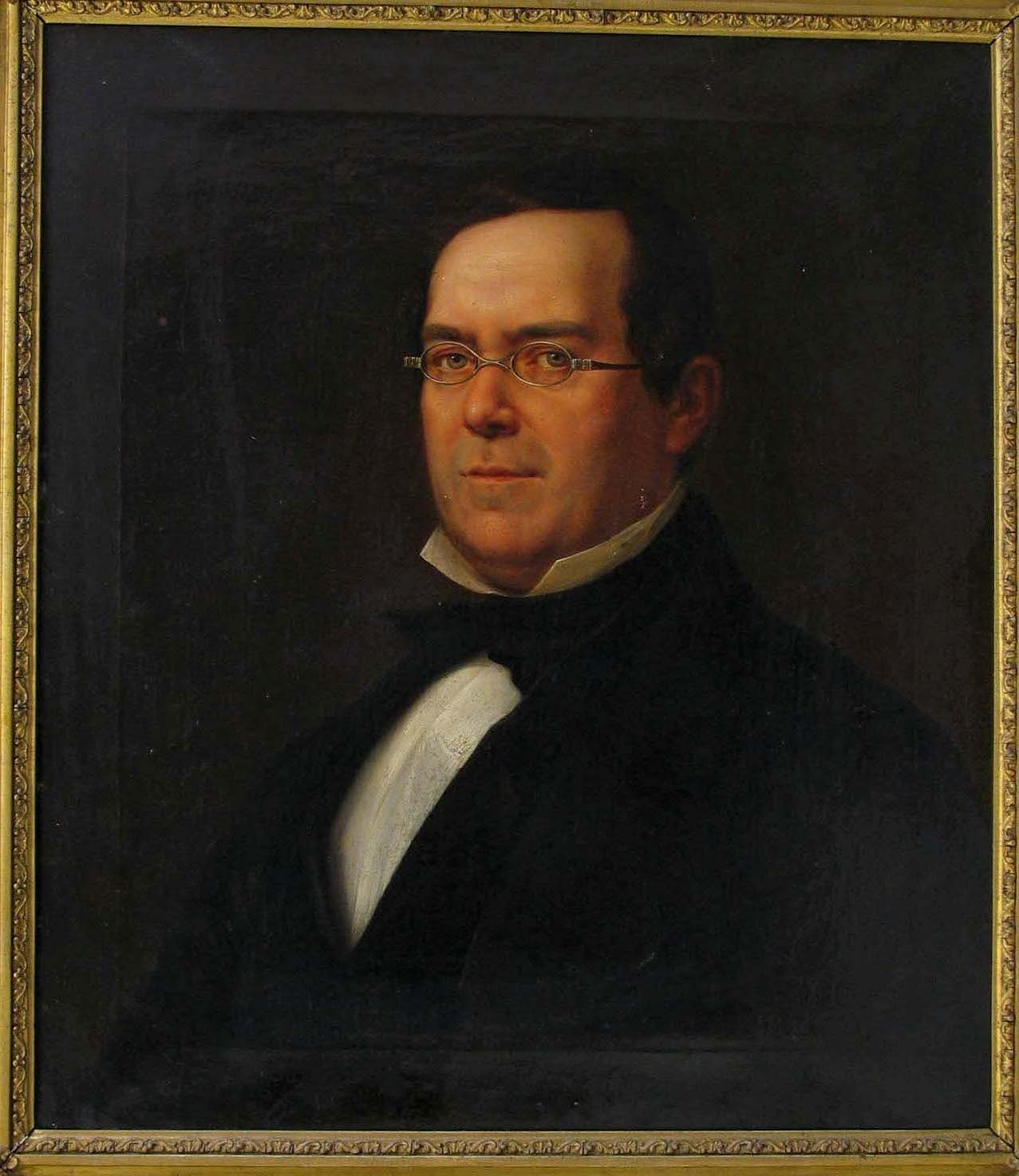
Johann Joseph Reiff, Porträt von Wilhelm Schmid (1848), Mittelrhein-Museum Koblenz

Johann Joseph Reiff (* 11. Dezember 1793 in Kobern bei Koblenz; † 5. Oktober 1864 in Sinzig) war ein deutscher Schriftsteller und Beamter.

## Leben
Reiff besuchte das Gymnasium in Koblenz. Anschließend studierte er ab 1813 Forstwissenschaft. Später wurde er Archivbeamter sowie Kanzleiinspektor der Königlich Preußischen Regierung in Koblenz. Am 27. Mai 1820 wurde er Mitglied des Casino zu Coblenz und war 1832/33 und 1847/48 dessen Direktor.
Daneben verfasste er Dramen und Opernlibretti sowie regionalgeschichtliche Literatur. Zu den seinerzeit bekanntesten Werken von Reiff gehört das Libretto zu Ferdinand Ries’ Oper Die Räuberbraut op. 156, die am 15. Dezember 1829 in Frankfurt am Main mit großem Erfolg zur Uraufführung kam.
Ein weiteres Libretto aus seiner Feder ist Alfred der Große, König von England, das von Heinrich Neumann vertont und am 1. Februar 1837 in Koblenz aufgeführt wurde.
Große Verbreitung fanden auch seine Gedichte, die Carl Friedrich Zelter, Heinrich Neumann, Ferdinand Ries und Carl Maria von Weber vertonten.

## Werke
- Panorama von Koblenz und dessen Umgebungen. (Mit Ems und Bertrich), Koblenz 1821 (Digitalisat)
- Die Todtenfeier. Trauerspiel, Koblenz 1824
- Otto von Rheineck. Trauerspiel in fünf Akten, Koblenz 1828 (Digitalisat)
- Der schlafende Räuber oder Die Räuberbraut. Oper in drei Akten, Koblenz: Hölscher 1829